# Бхарави
Бха́рави (санскр. भारवि, IAST: Bhāravi) — древнеиндийский санскритский поэт, автор кавьи «Кирата и Арджуна» (предположительно VI век). Сочинение рассказывает о покаянии Арджуны, героя Махабхараты, вызванного необходимостью завоевать благорасположение Шивы и получить в дар божественное оружие.
Его творчество знаменует о начале упадка санскритской поэзии, когда на первый план выходит формальное мастерство, иной раз доходящее до вычурности.